# Zaeeroides luzonica
Zaeeroides luzonica är en skalbaggsart som beskrevs av Stefan von Breuning 1938. Zaeeroides luzonica ingår i släktet Zaeeroides och familjen långhorningar.
Artens utbredningsområde är Filippinerna. Inga underarter finns listade i Catalogue of Life.